# Elisabeth Nill

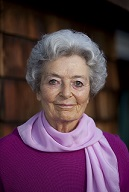
Elisabeth Nill (2011)

Elisabeth Nill (* 26. Februar 1932 in Stuttgart-Cannstatt) ist eine ehemalige deutsche Politikerin (SPD). Sie war Mitglied im baden-württembergischen Landtag von 1972 bis 1988.

## Ausbildung und Beruf
Nill wuchs mit ihren Eltern und drei Geschwistern in einer kleinen Dachwohnung auf. Ihr Vater war ein arbeitsloser Werkmeister. Sie besuchte ein Gymnasium und studierte in München und Tübingen Geschichte, Englisch und Deutsch. Sie begann in Freudenstadt ihre Tätigkeit als Lehrerin, später arbeitete sie in Esslingen. Sie war Mitbegründerin der Bürgeraktion demokratische Initiativen, die sich mit der NPD und der Entwicklungshilfe auseinandersetzten.

## Politische Tätigkeit
1965 wurde Nill Mitglied der SPD, später auch der evangelischen Landessynode. Sie gehörte dem Stadtrat und dem Kreistag an, zunächst in Freudenstadt, später in Esslingen am Neckar. Von 1972 bis 1988 gehörte sie dem baden-württembergischen Landtag an. Bei ihrer ersten Wahl gewann sie ein Zweitmandat im Wahlkreis Freudenstadt, später im Wahlkreis Esslingen. Zu ihren ersten politischen Schwerpunkten gehörte der Kampf gegen die NPD, später vor allem Bildung, Kunst, Kultur, Umwelt und Frauen. Sie war Mitglied im Landesvorstand der Arbeitsgemeinschaft sozialdemokratischer Frauen AsF. Ferner war sie stellvertretende Vorsitzende des Beirats der Kunststiftung Baden-Württemberg, Mitglied des Theaterbeirats der Württembergischen Staatstheater, Mitglied des Beirats der Aktion Jugendschutz Baden-Württemberg und des Kuratoriums der Landeszentrale für politische Bildung.
Am 20. April 2013 erhielt sie von Ministerpräsident Winfried Kretschmann die Verdienstmedaille des Landes Baden-Württemberg.